# 思い出のビーチクラブ
「思い出のビーチクラブ」（おもいでのビーチクラブ）」は、1987年4月22日リリース、稲垣潤一11枚目のシングル。

## 解説
7枚目のオリジナル・アルバム『Mind Note』よりシングル・カット。
「思い出のビーチクラブ」…カナダドライ「ジンジャーエール」CMソング

## 収録曲
- SIDE A

1. 思い出のビーチクラブ
  - 作詞：売野雅勇、作曲：林哲司、編曲：船山基紀

- SIDE B

1. TRACES
  - 作詞・作曲：Buddy Buie, Emory Gordy, Jr., James B. Cobb Jr.
  - 日本語詞：重実博
  - 編曲：TOPICS